# 18e cérémonie des European Film Awards
La 18e cérémonie des prix du cinéma européen (18th European Film Awards), organisée par l'Académie européenne du cinéma, a eu lieu à Berlin le 3 décembre 2005 et a récompensé les films réalisés dans l'année.

## Palmarès - Prix du cinéma européen

### Meilleur film
- Caché
  - Brothers (Brødre)
  - Don't Come Knocking
  - Sophie Scholl : Les Derniers Jours
  - My Summer of Love
  - L'Enfant

### Meilleur réalisateur
- Michael Haneke - Caché
  - Cristi Puiu - La Mort de Dante Lazarescu
  - Paweł Pawlikowski - My Summer of Love
  - Roberto Faenza - Alla luce del sole
  - Susanne Bier - Brothers
  - Álex de la Iglesia - Le Crime farpait
  - Wim Wenders - Don't Come Knocking

### Meilleur acteur
- Daniel Auteuil - Caché
  - Henry Hübchen - Monsieur Zucker joue son va-tout
  - Jérémie Renier -  L'Enfant
  - Romain Duris - De battre mon cœur s'est arrêté 
  - Ulrich Matthes - Le Neuvième jour
  - Ulrich Thomsen - Brothers

### Meilleure actrice européenne
- Julia Jentsch - Sophie Scholl : Les Derniers Jours
  - Connie Nielsen - Brothers
  - Natalie Press - My Summer of Love
  - Audrey Tautou pour le rôle de Mathilde dans Un long dimanche de fiançailles
  - Juliette Binoche - Caché
  - Sandra Ceccarelli - La vita che vorrei

### Meilleur scénariste
- Hany Abu-Assad et Bero Beyer - Paradise Now

### Meilleure direction artistique européen
- Un long dimanche de fiançailles – Aline Bonetto

### Meilleur directeur de la photographie européen
- Franz Lustig – Don't Come Knocking
  - Bruno Delbonnel – Un long dimanche de fiançailles

### Meilleur montage européen
- Michael Hudecek et Nadine Muse (Caché/Hidden)
  - Hervé Schneid – Un long dimanche de fiançailles

### Meilleur compositeur
- Rupert Gregson-Williams et Andrea Guerra - Hôtel Rwanda

### Meilleur film documentaire
- Un dragon dans les eaux pures du Caucase

### Meilleure découverte européenne
- Quand la mer monte...

### Discovery of the Year
: Prix décerné par la fédération internationale de la presse cinématographique.
- Anklaget de Jacob Thuesen

### Achievement in World Cinema Award
- Maurice Jarre

### Lifetime Achievement Award
- Sean Connery

## Palmarès - Prix du public du cinéma européen

### Meilleur réalisateur européen
- Jean-Pierre Jeunet pour Un long dimanche de fiançailles

### Meilleure actrice européenne
- Audrey Tautou pour le rôle de Mathilde dans Un long dimanche de fiançailles